# IEEE 802.2
IEEE 802.2（あいとりぷるいーはちまるにこんまに）は、LANのデータリンク層中の上部に位置する、論理リンク制御（LLC）に関する共通規定。
LANで使用される、様々な媒体アクセス制御(MAC)の種類に依存しない、共通のサービスを上位層に対して提供する。IEEE 802.3イーサネット、IEEE 802.4トークンバス、IEEE 802.5トークンリングなどと組み合わせて使用されている。